# Maxomys
Maxomys — рід пацюків (Rattini), що поширені Південно-Східній Азії. Це гризуни середнього розміру, які живуть на ґрунті тропічних лісів. Там вони будують гнізда, оббиті опалим листям з дерев. Вони харчуються корінням, опалими плодами та іншими рослинами, а також комахами.

## Морфологічна характеристика
До роду Maxomys належать гризуни середнього розміру, з довжиною голови і тулуба від 100 до 235 мм, довжиною хвоста від 88 до 226 мм і вагою до 284 грамів. Волосяний покрив короткий, м'який і щільний, часто посипаний колючим волоссям. Хвіст зазвичай коротший за голову і тулуб і густо вкритий лускою. Лапи довгі й тонкі.